# Baldomero Espartero

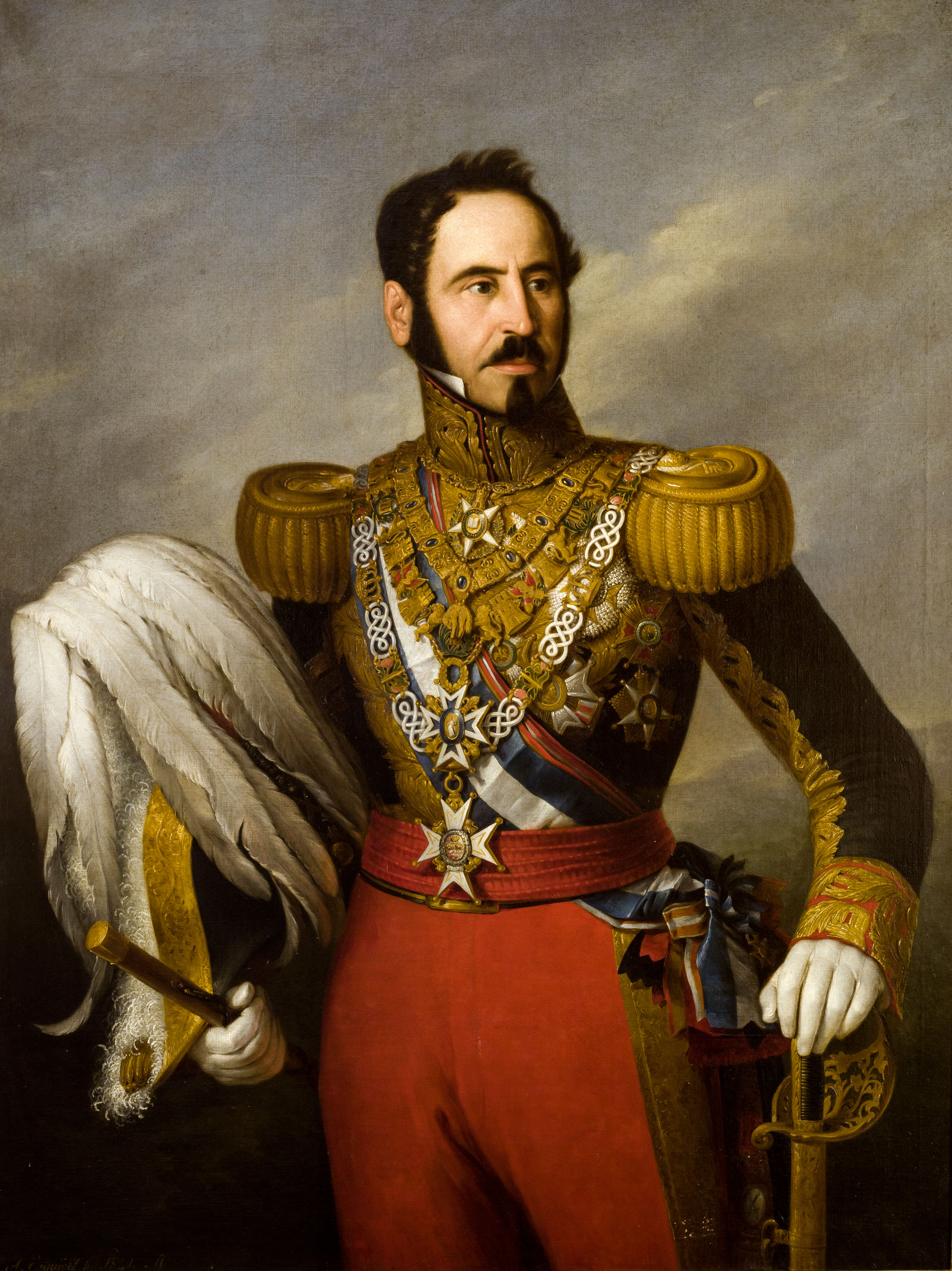
Baldomero Espartero.

Joaquín Baldomero Fernández Espartero Álvarez de Toro (Granátula de Calatrava, 27 februari 1792 - Logroño, 8 januari 1879) was een Spaans generaal en politicus.
Hij was meermaals regeringsleider van Spanje en was van 1841 tot 1843 regent van het land. In 1837 kreeg hij de titel graaf van Luchana, in 1839 werd hij hertog de la Victoria en in 1870 vorst van Vergara.

## Levensloop

### Afkomst en jeugd
Espartero was het negende kind van een wagenmaker. Wegens zijn zwakke lichaam werd hij beschouwd als iemand die voor de geestelijke  stand geschikt was en volgde les aan het seminarie van Almagro. Na de inval van Franse troepen in Spanje in 1808, trad hij als vrijwilliger toe tot een bataljon, vocht mee tijdens de Spaanse Onafhankelijkheidsoorlog en begon studies aan een militaire school. In 1812 werd hij onderluitenant van het ingenieur-corps in Cádiz.

### Zuid-Amerika
In 1815 nam hij deel aan de expeditie van generaal Pablo Morillo tegen de naar onafhankelijk strevende Spaanse koloniën in Zuid-Amerika. In Peru werd hij majoor van de infanterie en promoveerde er in 1817 tot opperluitenant, in 1822 tot kolonel en in 1823 tot brigadier. In 1824 leidden de Spaanse troepen een zware nederlaag bij de Slag bij Ayacucho, waaraan Espartero niet deelnam en kort daarna keerde hij naar Spanje terug. Hij trad toe tot het garnizoen nabij Logroño en huwde met Jacinta Santa Cruz, de dochter van een rijke grootgrondbezitter. 

### Eerste Carlistenoorlog

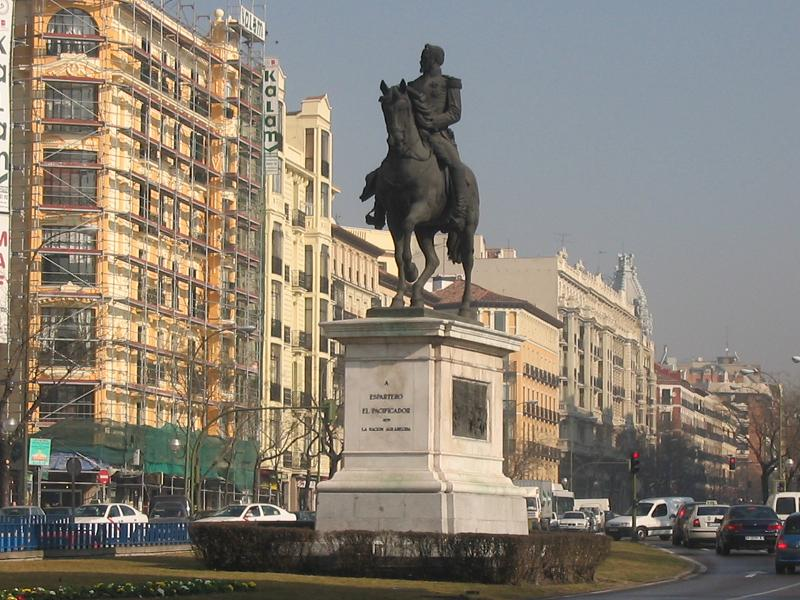
Ruiterstandbeeld van Espartero in Madrid.

Na de dood van Ferdinand VII en de troonsbestijging van diens dochter Isabella II koos Espartero de kant van de jonge koningin. Na de uitbraak van de Eerste Carlistenoorlog werd hij benoemd tot generaal-commandant van de provincie Biskaje en voerde er tevergeefs veldslagen tegen de carlistische generaals Eraso en Zumalacárregui. In juni 1835 probeerde hij om de stad Villafranca de Oria via een belegering uit de handen van carlistische troepen te bevrijden, maar dit mislukte: er werden wel 2000 soldaten gevangengenomen, maar de belegerde stad werd al snel door carlistische eenheden terug ingenomen.
In september 1835 verdreven pro-Isabella troepen de troepen van troonpretendent Carlos María Isidro de Borbón uit de stad Bilbao, maar niet voor lang. Kort nadien gebeurde hetzelfde met de plaats Urduña. In januari 1836 probeerde Espartero opnieuw Bilbao te veroveren en slaagde daarin omdat er weinig weerstand was. In maart 1836 behaalden de soldaten van Espartero een grote overwinning bij de slag van Urduña, die niet afgewerkt kon worden omdat de troepen wegens een sneeuwstorm zich moesten terugtrekken.
Eind 1836 vielen carlisten opnieuw de stad Bilbao aan en als commandant van 22000 soldaten en met de hulp van Britse marine-eenheden kon Espartero op 23 december een carlistisch troepencontingent overwinnen. Als dank hiervoor kreeg hij van regentes Maria Christina de titel graaf van Luchana.
In 1837 leidde Espartero een militaire campagne tegen Don Carlos, wiens troepen zich na de nederlaag in Bilbao vooral in de streken Aragón, Navarra en Castilië hadden teruggetrokken. Een eind van de stad Madrid voerden eenheden van Esparteros en Don Carlos een veldslag, waarbij de carlisten konden teruggedreven worden.
Op 27 april 1838 versloeg Espartero bij Valladolid carlistische troepen en kon daarmee een van de laatste grote carlistische offensieven neerslaan. In 22 juni 1838 gebeurde hetzelfde in Peñacerrada. De volgende maanden leden de carlisten verschillende nederlagen en op 29 augustus 1839 vond er vredesontmoeting plaats tussen Espartero en de carlistische generaal Rafael Maroto. De twee hadden samen in Zuid-Amerika gevochten, maar hadden elkaar nog nooit ontmoet. Bij de vredesontmoeting kon verkregen worden dat 20000 carlistische strijders hun wapens neerlegden op voorwaarde dat de rang en de titel van duizend carlistische officieren mocht behouden worden. Slechts een kleine contingent onder de radicale carlist Ramón Cabrera bleef voort vechten en Don Carlos vluchtte naar Frankrijk. In 1870 werd Espartero kort na de kroning van Amadeus I benoemd tot vorst van Vergara.
In 1840 versloeg Espartero de laatste actieve carlistische troepen, waarmee de Eerste Carlistenoorlog eindigde.

### Politiek leven en regentschap

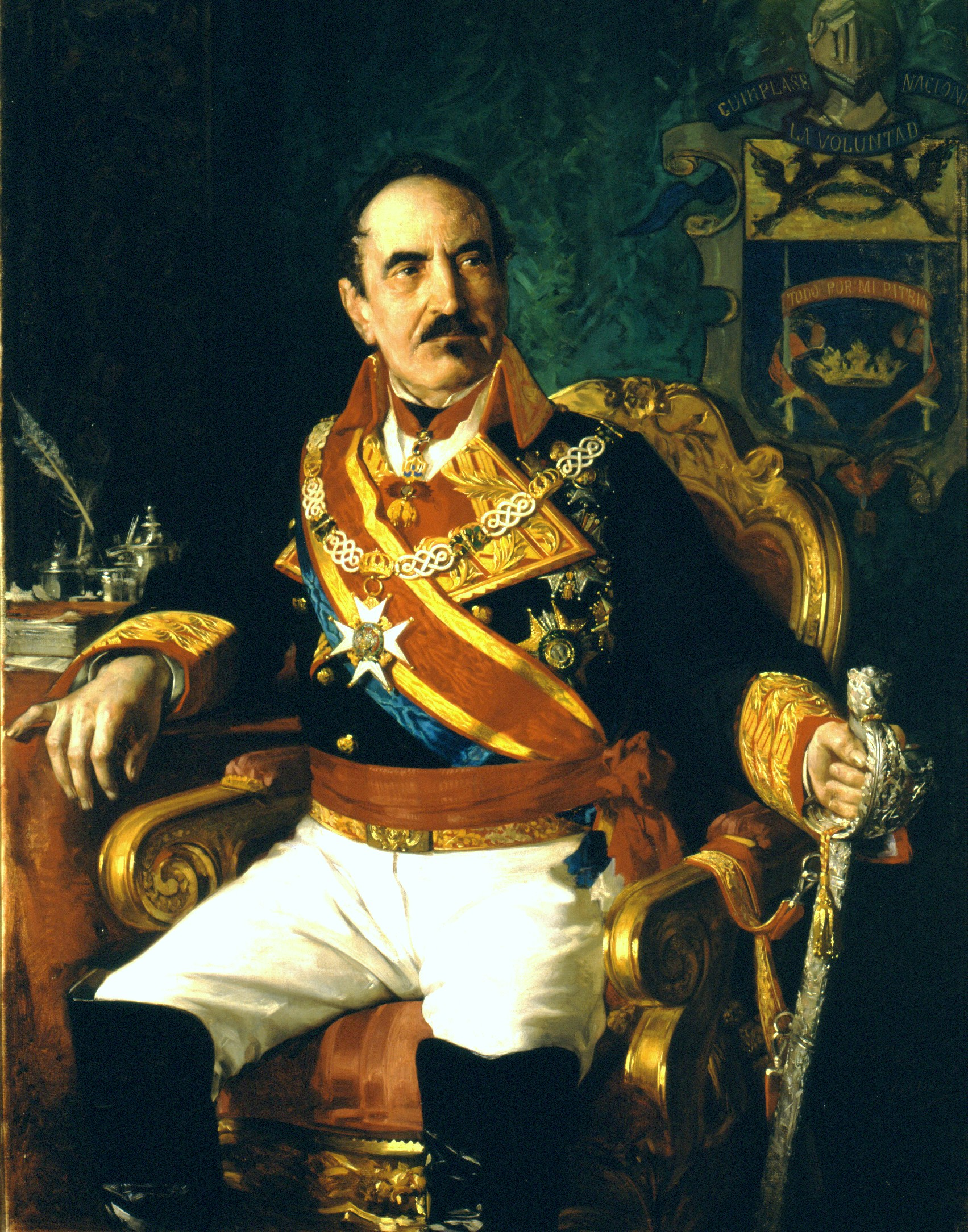
Baldomero Espartero.

In 1837 werd hij voor de liberalen lid van de Cortes en leidde in dat jaar tevens voor korte tijd een regering. Ook tijdens de laatste drie jaar van de Eerste Carlistenoorlog kon hij politieke invloed uitoefenen en kon tweemaal regeringen van liberale partijgenoten ten val brengen.
In 1840 kwam de regering ten val nadat er een poging ondernomen werd om de communale regeringen af te schaffen. In september 1840 werd hij daarom door regentes Maria Christina gevraagd om premier te worden. Kort nadien werd Maria Christina echter afgezet als regentes door de Progressisten onder leiding van José María Calatrava, omdat ze haar ministers niet zou steunen. In mei 1841 werd Espartero door de Cortes verkozen tot nieuwe regent, maar hij regeerde in feite als een dictator. In Valencia liet hij een republikeinse opstand en poging tot staatsgreep neerslaan. Ook liet hij generaal Diego de León, een held tijdens de Eerste Carlistenoorlog, ontslaan. Door deze maatregelen begonnen politici op te roepen dat Espartero zijn regentschap moest afgeven.
Ook ging hij politieke verbindingen aan met Groot-Brittannië en verslechtte de relatie met Frankrijk. In december 1842 liet hij door een bombardement te doen een opstand in Barcelona neerslaan en zijn vrijhandelspolitiek zorgde ervoor dat het bestaan van de Catalaanse textielindustrie in gevaar kwam.
Op 26 mei 1843 liet Espartero de Cortes ontbinden nadat het parlement in oppositie ging tegen zijn regering. De leiders van de Gematigde Partij kozen de kant van de radicale republikeinen, progressisten en aanhangers van de vroegere regentes Maria Christina en overal in Spanje braken opstanden tegen Espartero uit. In juli 1843 trokken generaals Ramón María Narváez y Campos en Francisco Serrano y Dominguez Madrid binnen en zetten Espartero af als regent.

### Ballingschap en terugkeer
Vervolgens vluchtte hij naar Engeland en leefde tot in 1848 in ballingschap in Londen. In dat jaar werd hij gerehabiliteerd en in januari 1849 werd hij benoemd tot senator. Wegens spanningen met het hof trok hij zich in februari 1849 terug in Logroño. In juni 1854 vormde hij een progressistische regering samen met Leopoldo O'Donnell.
Om haar troon te redden, moest Isabella II met haar vroegere regent samenwerken en op 19 juli 1854 benoemde ze hem tot eerste minister. Hij keerde terug naar Madrid en liet er verschillende liberale partijen samensmelten.

### Terugtrekking uit het openbaar leven
De vrede tussen Espartero en de liberalen duurde niet lang en zijn politieke hervormingsaanpak werd door O'Donnell niet goedgekeurd. Uiteindelijk stopte hij in juli 1856 als eerste minister en trok zich terug uit het openbaar leven. Ook na de afzetting van Isabella II in 1868 door Juan Prim keerde hij niet terug in de politiek. Tot aan zijn dood in 1878 leefde hij teruggetrokken en keerde niet meer terug in de politiek, hoewel hem dat door sommige liberalen weleens gevraagd werd.
- Biblioteca Nacional de España: XX1153368
- Bibliothèque nationale de France: cb14527950q (data)
- Catàleg d'autoritats de noms i títols de Catalunya: 981058517583706706
- Gemeinsame Normdatei: 116574747
- International Standard Name Identifier: 0000 0000 5929 8471
- Library of Congress Control Number: n85354446
- Nationale Bibliotheek van Tsjechië: jo20241228917
- SNAC: w6vx1sn9
- Système universitaire de documentation: 08344677X
- Virtual International Authority File: 29767835
- WorldCat: E39PBJkhHWTM4VPvCrfPVCcpT3